# Groix
Groix é uma comuna francesa na região administrativa da Bretanha, no departamento Morbihan. Estende-se por uma área de 14,8 km². Em 2010 a comuna tinha 2 303 habitantes (densidade: 155,6 hab./km²).